# Azuragrion granti
Azuragrion granti är en trollsländeart som först beskrevs av Mclachlan 1904.  Azuragrion granti ingår i släktet Azuragrion och familjen dammflicksländor. IUCN kategoriserar arten globalt som livskraftig. Inga underarter finns listade i Catalogue of Life.